# پیتر گوردون (بازیکن فوتبال اهل انگلستان)
پیتر گوردون (انگلیسی: Peter Gordon; ۲۱ مهٔ ۱۹۳۲ – ۲۲ مهٔ ۱۹۹۰) بازیکن فوتبال اهل بریتانیا بود.
از باشگاه‌هایی که در آن بازی کرده‌است می‌توان به باشگاه فوتبال نیوپورت کانتی، باشگاه فوتبال پول تاون، باشگاه فوتبال اکستر سیتی، باشگاه فوتبال نوریچ سیتی، و باشگاه فوتبال واتفورد اشاره کرد.